# 空華文学賞
空華文学賞（くうげぶんがくしょう）は、文藝同人無刀会の主催する文学賞である。

## 概要
文藝同人無刀会代表の大坪命樹は、日本の純文学における5大文学賞と言われる文學界新人賞、新潮新人賞、群像新人文学賞、文藝賞、すばる文学賞に投稿しすべて落選した結果に納得できず、2021年春、思いつきで文学賞を作った。
当初の目的は、各自の創作者がおのおの独自の賞を設立して、素晴らしいと思うものを選び、日の目にあたらない隠れた名著を公に知らしめるというものであった。
第2回までは、原稿用紙換算100枚以下の応募規定であったが、第3回からは50枚以上150枚以下に変更された。また、賞品は、第1回はKindle化とAmazonペーパーバック化のみであったが、2回目からは手作りハードカヴァーを付けるようになった。第1回のペーパーバックは、当時Amazonジャパンがまだペーパーバックサービスを始めていなかったため、ネクストオーサーズプレスからの出版になった。
形式上は、応募規定にはプロアマ問わないとあるが、応募作品には必ず感想を返送するという規定であるため、実質上、アマチュア小説家のための賞となっている。今までのところ、6月末、12月末の年二回の締め切りで募集している。

## 過去の受賞者
| 回数 | 受賞者       | 受賞作                 |
| ---- | ------------ | ---------------------- |
| 1    | 元町月一     | マリリーンX            |
| 2    | アオ         | 毒を食らうぐらいなら   |
| 3    | 式似名       | マグニフィカ遊戯       |
| 4    | 井川林檎     | 籠は旅立つ             |
| 5    | 倉多俊作     | 六階建のR              |
| 6    | 柴原逸       | 千代の竹               |
| 7    | 杜崎まさかず | ねむるどろ             |
| 8    | いっき       | 蚊柱                   |
| 9    | 守宮槐       | 猫ドアをすりぬけてくる |